# Clarissa Ward

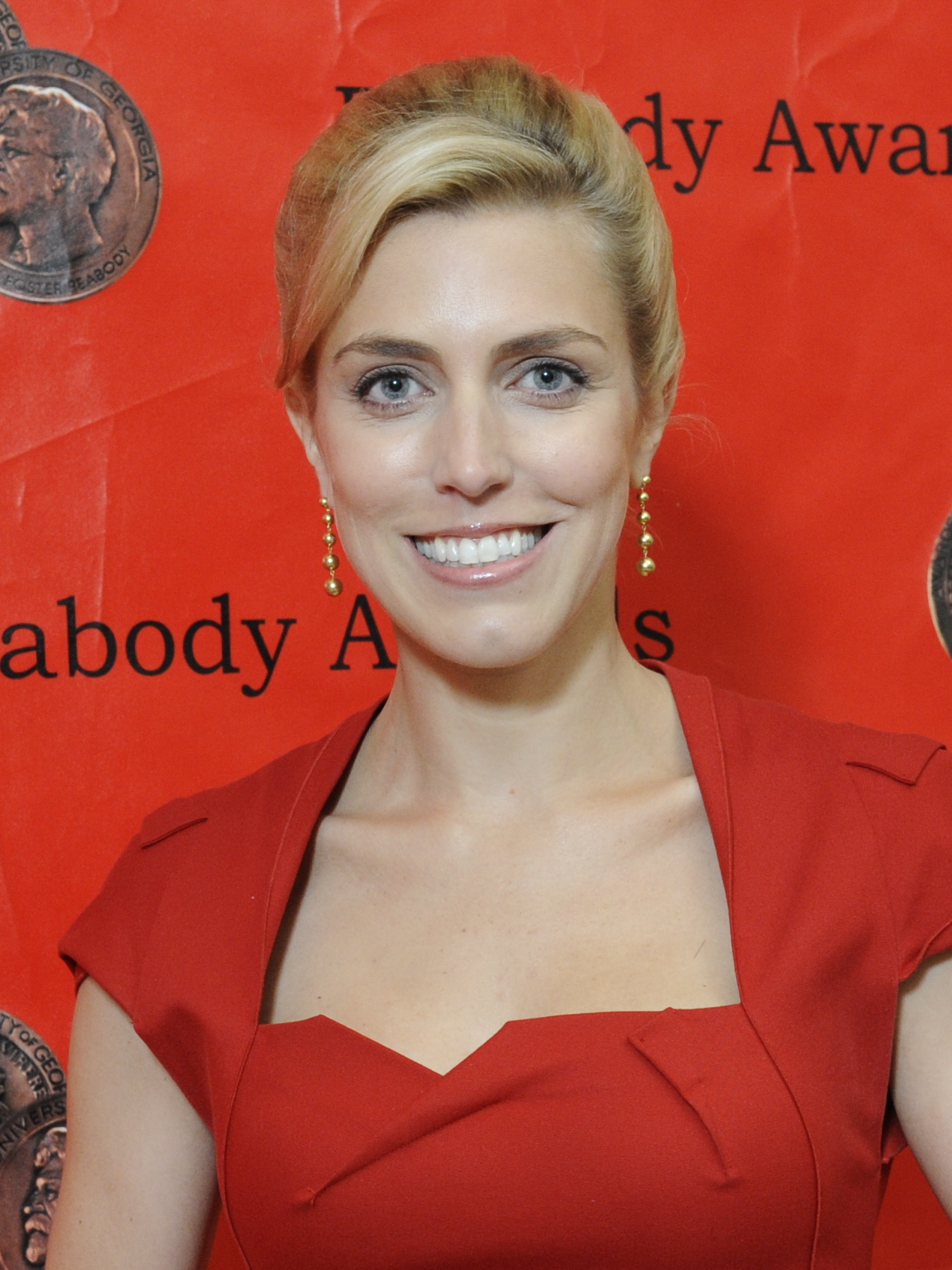
Clarissa Ward (2012)

 Clarissa Ward (* 31. Januar 1980 in London) ist eine britisch-amerikanische TV-Journalistin, die als Auslandskorrespondentin und Kriegsberichterstatterin unter anderen für Fox News, CBS, ABC arbeitete und jetzt hauptsächlich für CNN tätig ist.

## Leben
Ward stammt aus einer englisch-amerikanischen Familie, wuchs unter privilegierten Umständen in Manhattan auf und studierte an der Yale University (Abschluss mit Auszeichnung). Der Beschluss, Journalistin zu werden, kam, nachdem sie im Abschlussjahr in Yale am Fernseher die Terroranschläge am 11. September 2001 in ihrer Heimatstadt mitverfolgte. 2002 war sie Praktikantin im Moskauer Büro von CNN. 2003 begann sie ihre Fernsehkarriere bei Fox News in New York City unter anderem für den Bereich Auslandsnachrichten (unter anderem Koordinierung der Nachrichten zum Tsunami 2004 oder Tod von Papst Johannes Paul II. und Jassir Arafat). Ab 2006 war sie für Foxnews als Vor-Ort-Produzentin (field producer) unter anderem für Berichte aus Israel (Libanonkrieg) und dem Irak (Verfahren gegen Saddam Hussein), dann als Auslandskorrespondentin in Beirut, wobei sie auch als bei den US-Streitkräften eingebundene („embedded“) Journalistin im Irak war.
Ab Oktober 2007 arbeitete sie als Auslandskorrespondentin von ABC News in Moskau (unter anderem Berichte 2008 beim russischen Eingreifen in Georgien) und ab Oktober 2010 als Asienkorrespondentin in Peking (unter anderem Tsunami von 2011 mit der dabei ausgelösten Atomkraftwerkskatastrophe von Fukushima und Krieg in Afghanistan). Ab Oktober 2011 arbeitete sie für CBS als Auslandskorrespondentin mit Beiträgen zur Sendung 60 Minutes. Teilweise hatte sie auch Moderator-Funktionen („Anchor“) in der Frühstückssendung. Als Korrespondentin berichtete sie unter anderem vom Bürgerkriegsaufstand in Syrien (wobei sie 2012 in Aleppo war, trotz der hohen Gefahren durch Scharfschützen, und vom Beginn der Unterwanderung der Opposition durch Islamisten berichtete) und dem Krieg in der Ukraine (2014).
Ab September 2015 war sie Korrespondentin bei CNN mit Basis in London, ab Juli 2018 als Chef-Auslandskorrespondentin als Nachfolgerin von Christiane Amanpour. Am 8. August 2016 sprach sie vor dem Sicherheitsrat der UN über die Situation in Aleppo im syrischen Bürgerkrieg; basierend auf zehn Jahre Erfahrung in der Kriegsberichtserstattung und als eine der letzten westlichen Journalisten, die die Rebellenhochburg in Syrien besuchten. Im Februar 2019 berichtete sie aus den von den Taliban kontrollierten Regionen in Afghanistan (unter dem Schutz bzw. der Tarnung eines Nikab als Begleitung eines afghanischen Filmteams) und sie lieferte auch als eine der Ersten Berichte zu den russischen Söldnertruppen in der Zentralafrikanischen Republik. Im Februar 2016 berichtete sie undercover aus dem unter Bombardements des Assad-Regimes und der mit diesem verbündeten Russen leidenden Syrien, wobei sie einen Bombeneinschlag auf einem Markt mit 11 Toten miterlebte (Undercover in Syria, ausgezeichnet mit Peabody, Murrow und ICFJ Awards).
Im Dezember 2020 berichtete sie für CNN in einer Zusammenarbeit mit The Insider, Bellingcat und dem Spiegel über die Vergiftung von Alexei Nawalny mit einer Nowitschok-Variante, wobei auch mutmaßliche Mitglieder eines FSB-Teams identifiziert wurden. Dabei wurden deren Telefon- und Reisedaten ausgewertet und mit denen von Nawalny verglichen. Einer von ihnen wurde von Ward vor seiner Moskauer Wohnung mit den Fakten konfrontiert.
Unmittelbar nach der Eroberung Afghanistans im August 2021 durch die Taliban berichtete sie für CNN aus Kabul und bei dem Krieg Russlands gegen die Ukraine im Frühjahr 2022 aus Charkiw und Kiew.
Ende 2024 befreite Ward nach dem Sturz von Baschar Al-Assad vor laufender Kamera einen Gefangenen aus einem syrischen Gefängnis. Der Gefangene gab sich als Zivilist aus Homs aus, wurde später aber als Offizier des syrischen Geheimdienstes enttarnt.
Ward hat einen Ehrendoktor in Literatur des Middlebury College in Vermont. Im Mai 2012 erhielt sie in New York den George Foster Peabody Award für ihre Berichterstattung im syrischen Bürgerkrieg. 2015 erhielt sie den Murrow Award für Auslandskorrespondenten der Washington State University. Sie erhielt auch noch jeweils einen weiteren Peabody und Murrow Award und fünf Emmys (einen für einen Bericht über die globale Nahrungskrise 2008). Ward erhielt den Alfred I. duPont-Columbia Award, den Excellence in International Reporting Award des International Center for Journalists (ICFJ) und 2017 den David Kaplan Award des Overseas Press Club.
2016 heiratete sie Philipp von Bernstorff, einen Fondsmanager, mit dem sie drei Kinder hat (geboren 2018 und 2020). Sie spricht fließend Französisch und Italienisch, kann sich in Russisch, Spanisch und Arabisch unterhalten und hat Grundkenntnisse in Mandarin.

## Werke
- On All Fronts: The Education of a Journalist. Penguin, 2020, ISBN 978-0-525-56147-7 (englisch).